# (5303) Parijskij
(5303) Parijskij est un astéroïde de la ceinture principale.

## Description
(5303) Parijskij est un astéroïde de la ceinture principale. Il fut découvert le 3 octobre 1978 à Naoutchnyï par Nikolaï Tchernykh. Il présente une orbite caractérisée par un demi-grand axe de 2,87 UA, une excentricité de 0,02 et une inclinaison de 2,8° par rapport à l'écliptique.

## Compléments